# Holy Brother Cycling Team/Saison 2011
Dieser Artikel listet Erfolge und Mannschaft des Holy Brother Cycling Teams in der Saison 2011 auf.

## Erfolge in der Asia Tour
| Datum    | Rennen                       | Kat. | Fahrer      |
| -------- | ---------------------------- | ---- | ----------- |
| 11. Juni | 6a. Etappe Tour de Singkarak | 2.2  | Yiming Zhao |

## Abgänge – Zugänge
| Zugänge       | Team 2010    | Abgänge        | Team 2011               |
| ------------- | ------------ | -------------- | ----------------------- |
| Jin Long      | Skil-Shimano | Lijun Bai      | Marco Polo Cycling Team |
| Chao Li       | Neoprofi     | Yandong Xing   | Marco Polo Cycling Team |
| Xuyu Long     | Neoprofi     | Wenjie Liu     | Unbekannt               |
| Teng Ma       | Neoprofi     | Yuepeng Liu    | Unbekannt               |
| Jianren Man   | Neoprofi     | Chunlong Zhang | Unbekannt               |
| Guangyuan Qiu | Neoprofi     |                |                         |
| Junheng Xu    | Neoprofi     |                |                         |
| Hao Yue       | Neoprofi     |                |                         |
| Yiming Zhao   | Neoprofi     |                |                         |

## Mannschaft
| Name          | Geburtstag        | Nationalität        |
| ------------- | ----------------- | ------------------- |
| Chao Li       | 11. Februar 1992  | Volksrepublik China |
| Jin Long      | 24. Oktober 1983  | Volksrepublik China |
| Xuyu Long     | 14. April 1990    | Volksrepublik China |
| Ben Ma        | 1. Januar 1989    | Volksrepublik China |
| Longying Ma   | 10. Februar 1989  | Volksrepublik China |
| Teng Ma       | 13. November 1989 | Volksrepublik China |
| Jianren Man   | 20. November 1988 | Volksrepublik China |
| Guangyuan Qiu | 9. Mai 1990       | Volksrepublik China |
| Baoxin Wei    | 11. Dezember 1991 | Volksrepublik China |
| Junheng Xu    | 30. Dezember 1992 | Volksrepublik China |
| Hao Yue       | 26. November 1992 | Volksrepublik China |
| Yiming Zhao   | 17. November 1992 | Volksrepublik China |

## Platzierungen in UCI-Ranglisten
UCI Asia Tour 2011
|      | Fahrer      | Punkte |
| ---- | ----------- | ------ |
| 240. | Yiming Zhao | 8      |